# Andelot-Morval
Andelot-Morval è un comune francese di 92 abitanti situato nel dipartimento del Giura nella regione della Borgogna-Franca Contea.

## Società

### Evoluzione demografica
Abitanti censiti